# دینار عراق
دینار عراق با کد ایزو ۴۲۱۷ IQD یکای پول کشور عراق است. تا سال ۱۹۹۰ هر دینار عراق به هزار فلس بخش می‌شد تا اینکه در پی تورم منسوخ شد. ارائهٔ دینار توسط بانک مرکزی عراق انجام می‌گیرد.

## واژه‌شناسی
این واژه از دناریوس که ریشه یونانی دارد و یکای پول امپراتوری روم بود گرفته شده است.

## تاریخچه

### پس از ۱۹۳۲
با اشغال عراق توسط بریتانیا طی جنگ جهانی اول، روپیه هند یکای پول رسمی عراق اعلام شده بود. در یکم آوریل ۱۹۳۲ دینار عراق با نرخ هر دینار در برابر ۱۱ روپیه، جایگزین روپیه شد؛ هرچند تا سال ۱۹۵۹ همچنان با پوند استرلینگ تثبیت می‌شد تا اینکه پوند جای خود را به دلار آمریکا داد و هر دینار عراق برابر ۲٫۸ دلار آمریکا نرخ‌گذاری شد.

### پس از ۱۹۹۰
با رخ دادن جنگ خلیج فارس و وضع تحریم‌ها علیه عراق توسط سازمان ملل، عراق دیگر نتوانست به شرکت دی لا رو سفارشی بدهد از این رو اسکناس‌هایی که پیش از سال ۱۹۹۰ چاپ شده بودند، اسکناس‌های سوئیسی و اسکناس‌های جدید، اسکناس‌های صدام لقب گرفتند. ریشه سوئیسی لقب گرفتن اسکناس‌ها به طور قطع مشخص نیست. کردستان عراق به دلیل بهره بردن از اسکناس‌های سوئیسی از تورمی که در دیگر نقاط عراق رخ داده بود در امان ماند.

### پس از ۲۰۰۳
با سرنگونی رژیم بعث، دینار عراق باری دیگر به شرکت دی لا رو سفارش داده شد و نگاره صدام حسین بر روی اسکناس‌ها با نگاره ابن هیثم جایگزین شد. نقش بستن زبان کردی بر روی اسکناس تغییر تازه دیگر دینار عراق است.

## سکه‌ها

### پادشاهی عراق
در دوران پادشاهی عراق نگاره فیصل یکم از سال ۱۹۳۱ تا ۱۹۳۳، غازی یکم از ۱۹۳۸ و فیصل دوم از ۱۹۴۳ تا انقلاب ۱۴ ژوئیه بر روی سکه‌ها نقش می‌بست.

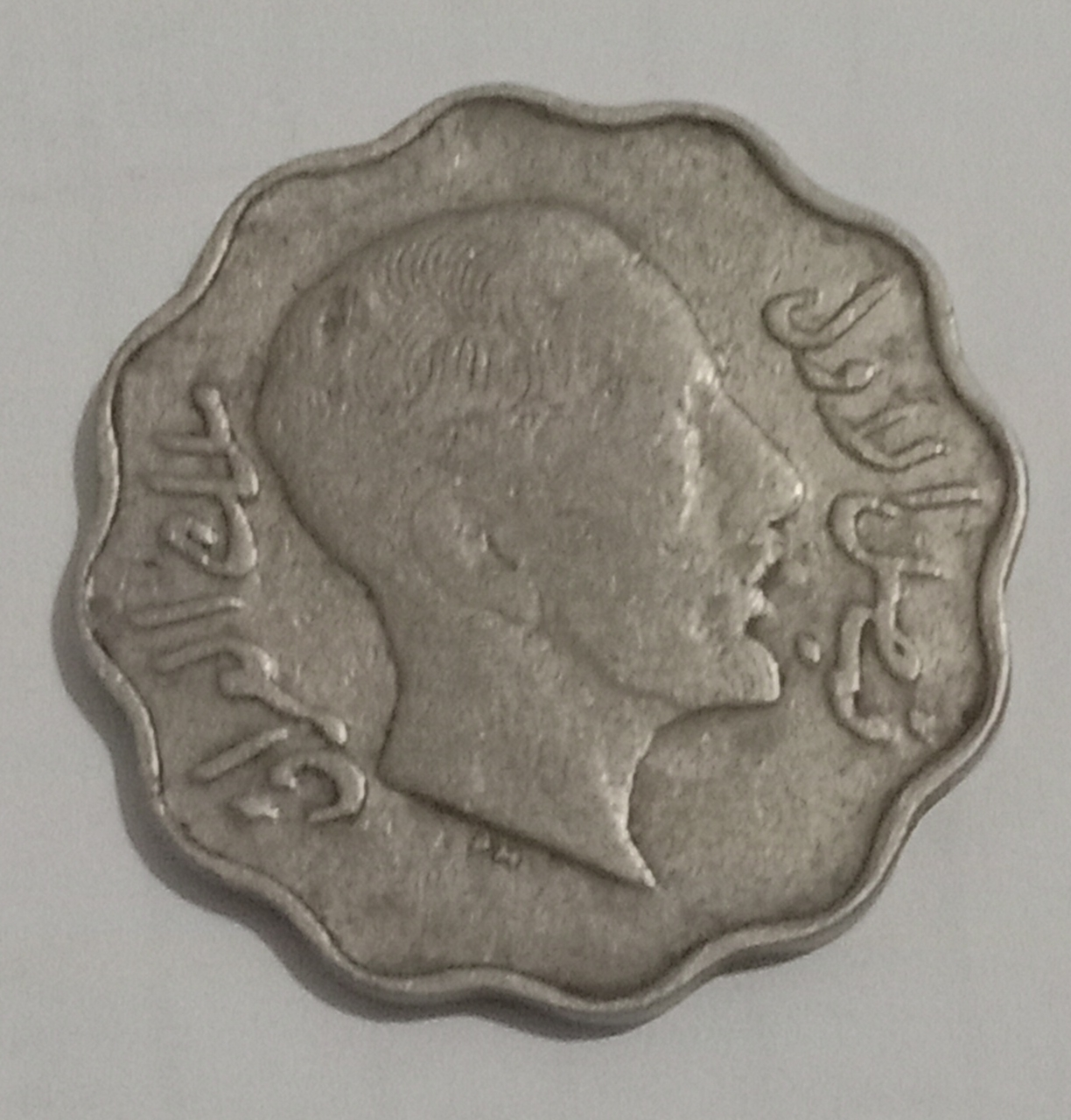
روی سکه ۴ فلس، ضرب ۱۹۳۳ با نگاره فیصل یکم
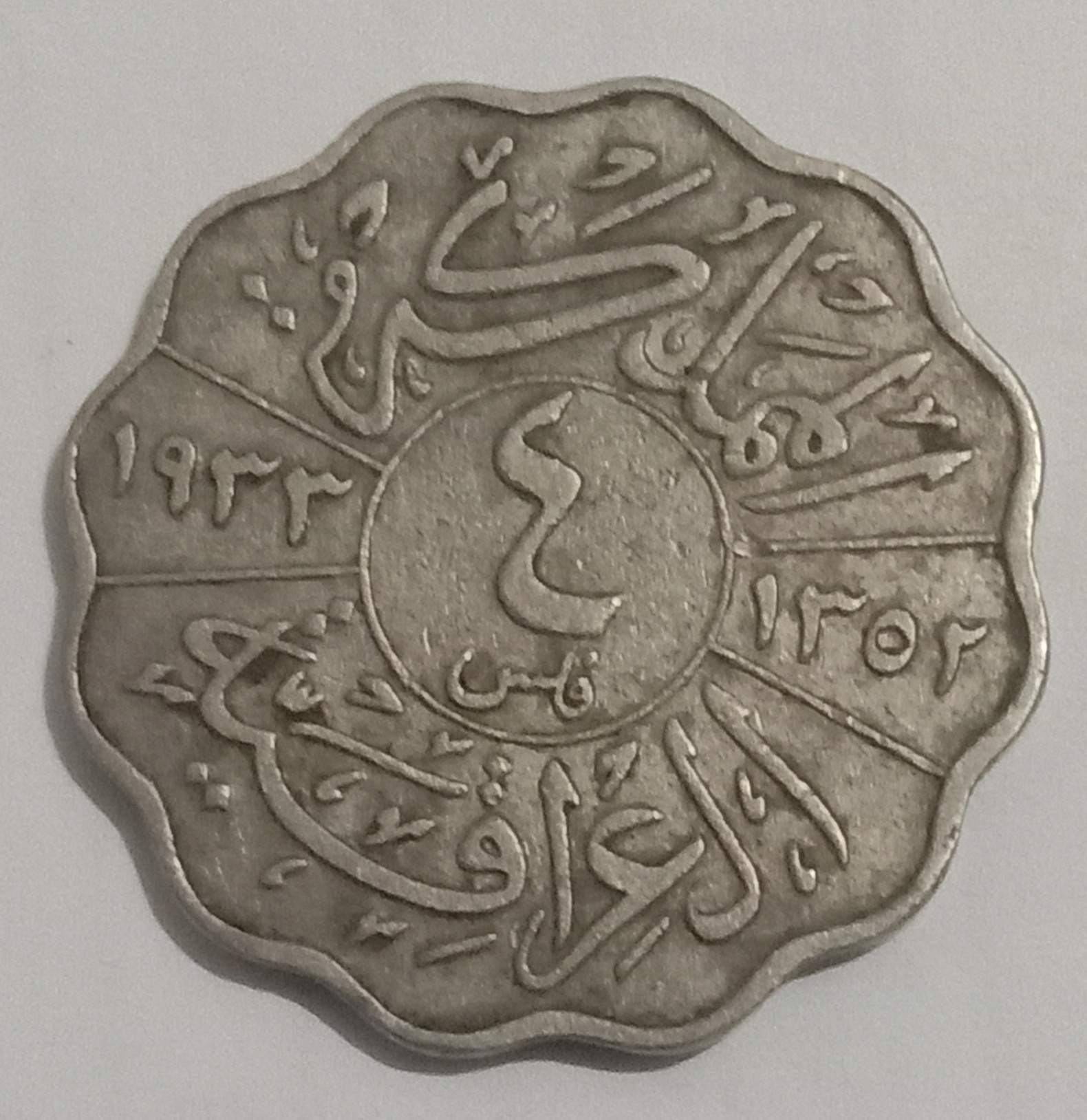
پشت سکه ۴ فلس، ضرب ۱۹۳۳
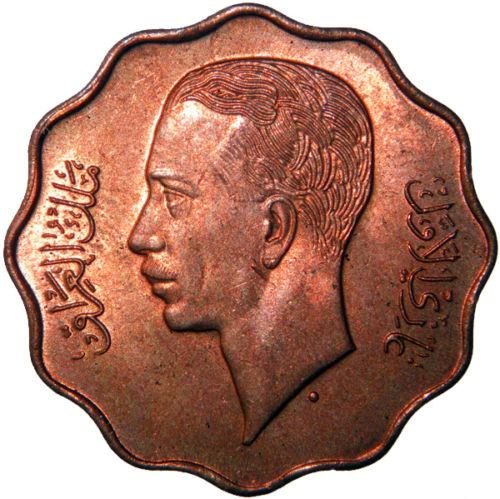
روی سکه ۱۰ فلس، ضرب ۱۹۳۸ با نگاره غازی یکم
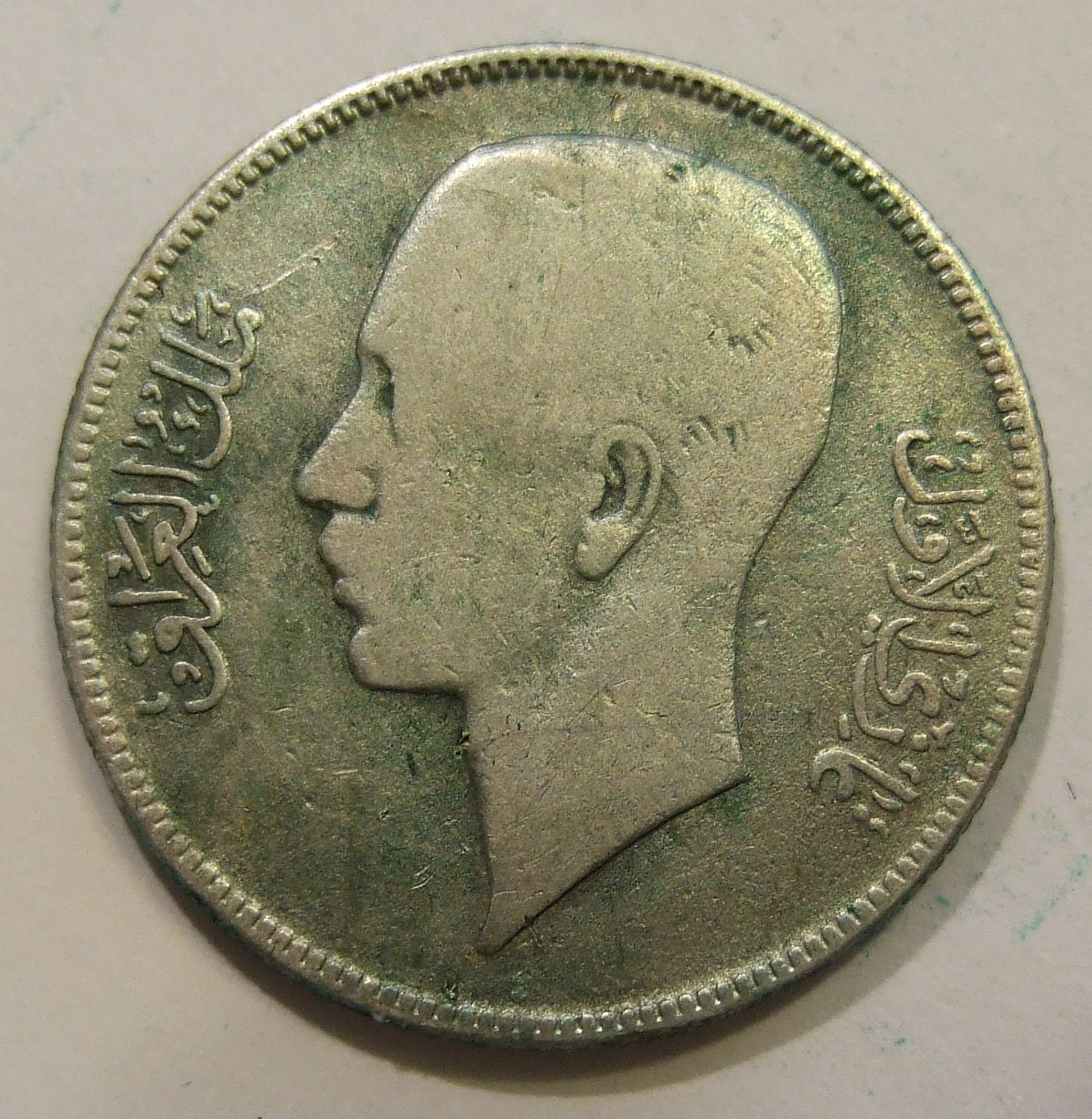
روی سکه ۵۰ فلس، ضرب ۱۹۳۸ با نگاره غازی یکم
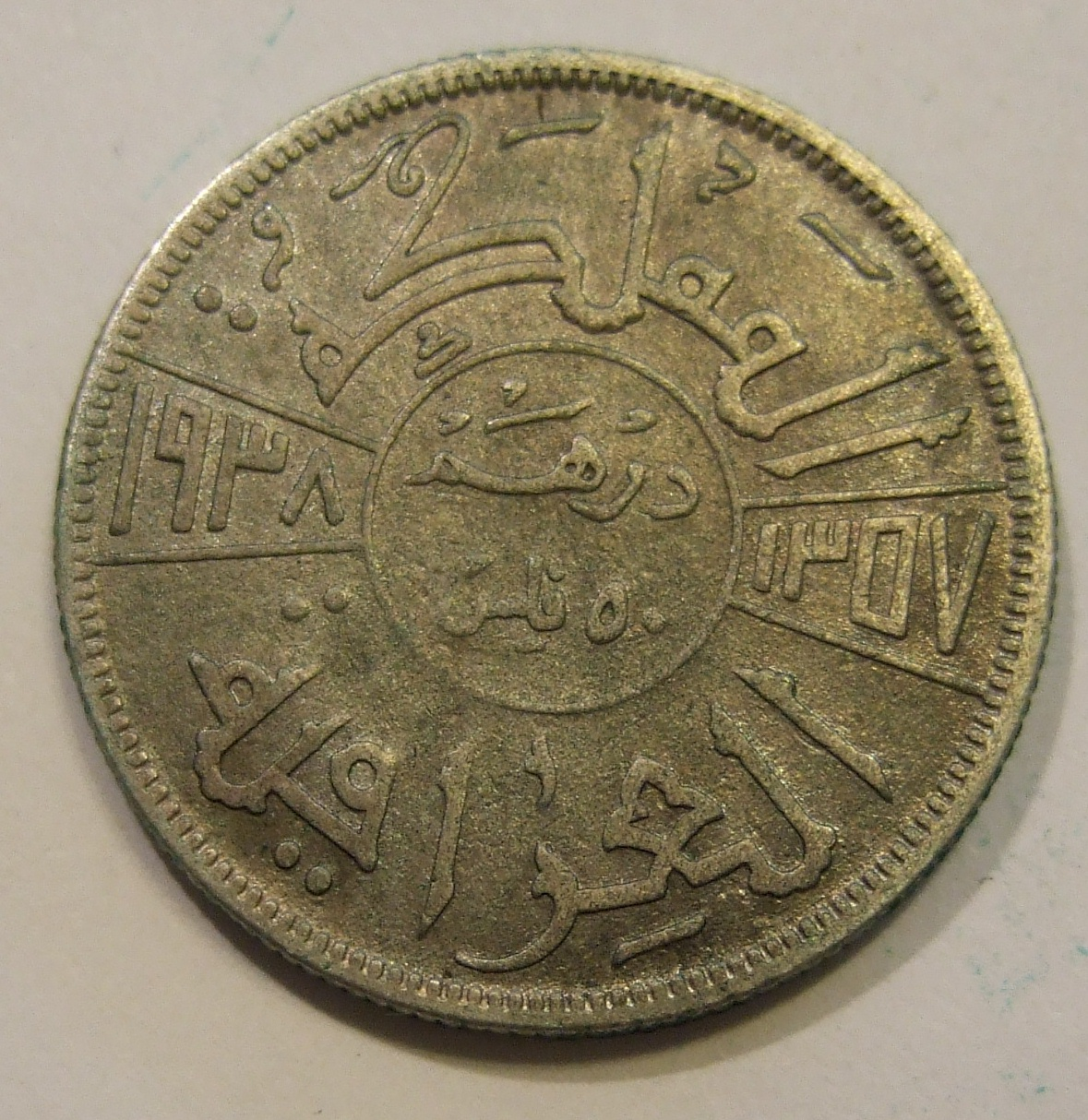
پشت سکه ۵۰ فلس، ضرب ۱۹۳۸

### عراق بعثی
در پی سرنگونی پادشاهی در عراق، نگاره پادشاهان که تا پیش از آن بر روی سکه‌ها نقش می‌بست با خورشید جایگزین شد. در سال ۱۹۶۸ نگاره خورشید نیز با نگاره سه نخل جایگزین شد. در سال ۱۹۹۰ در پی جنگ خلیج فارس و اعمال تحریم‌ها علیه عراق، عراق از ضرب سکه دست کشید.

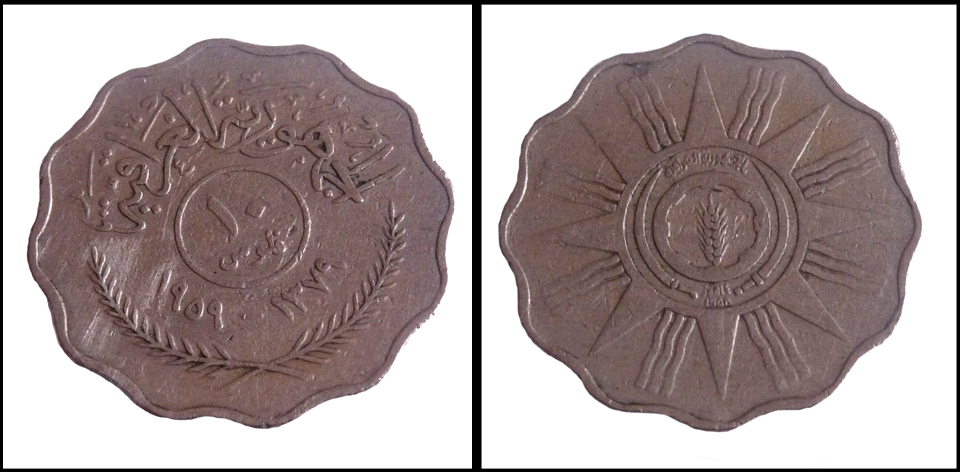
سکه ۱۰ فلس، ضرب ۱۹۵۹ با نگاره خورشید
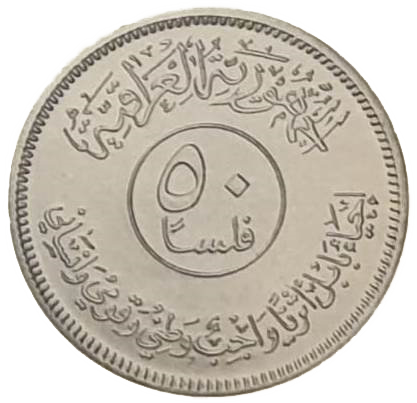
پشت سکه ۵۰ فلس، ضرب ۱۹۸۲

### جمهوری عراق
پس از سرنگونی رژیم بعث در سال ۲۰۰۴ روند ضرب سکه از سر گرفته شد. سکه‌های کنونی به دلیل ارزش کم از محبوبیت چندانی برخوردار نیستند.
| بها       | پارامترهای فنی | پارامترهای فنی | پارامترهای فنی     | شرح                                      | شرح       |
| بها       | قطر            | جرم            | جنس                | رو                                       | پشت       |
| --------- | -------------- | -------------- | ------------------ | ---------------------------------------- | --------- |
| ۲۵ دینار  | ۱۷٫۴ mm        | ۲٫۵ g          | فولاد با روکش مس   | نوشته‌ها: «بانک مرکزی عراق» و «۲۵ دینار»  | نقشه عراق |
| ۵۰ دینار  | ۲۲ mm          | ۴٫۳۴ g         | فولاد با روکش برنج | نوشته‌ها: «بانک مرکزی عراق» و «۵۰ دینار»  | نقشه عراق |
| ۱۰۰ دینار | ۲۲ mm          | ۴.۳ g          | فولاد زنگ‌نزن       | نوشته‌ها: «بانک مرکزی عراق» و «۱۰۰ دینار» | نقشه عراق |

## اسکناس‌ها

### دینار پادشاهی عراق (۱۹۳۲–۱۹۳۹)
| سری پادشاهی عراق | سری پادشاهی عراق | سری پادشاهی عراق | سری پادشاهی عراق      | سری پادشاهی عراق | سری پادشاهی عراق  |
| نگاره            | نگاره            | بها              | رنگ                   | شرح              | شرح               |
| رو               | پشت              | بها              | رنگ                   | رو               | پشت               |
| ---------------- | ---------------- | ---------------- | --------------------- | ---------------- | ----------------- |
|                  |                  | ID ۱⁄۴ (۱۹۳۲)    | سبز و سیاه            | فیصل یکم         | نشان پادشاهی، بها |
|                  |                  | ID ۱⁄۲ (۱۹۳۲)    | قرمز و سیاه           | فیصل یکم         | نشان پادشاهی، بها |
|                  |                  | ID ۱ (۱۹۳۲)      | سیاه و قهوه‌ای تیره    | فیصل یکم         | نشان پادشاهی، بها |
|                  |                  | ID ۱ (۱۹۳۹)      | سبز و قهوه‌ای تیره     | کودکی فیصل دوم   | نشان پادشاهی، بها |
|                  |                  | ID ۵ (۱۹۳۲)      | قرمز و سیاه           | فیصل یکم         | نشان پادشاهی، بها |
|                  |                  | ID ۱۰ (۱۹۳۲)     | قهوه‌ای تیره و ارغوانی | فیصل یکم         | نشان پادشاهی، بها |
|                  |                  | ID ۱۰۰ (۱۹۳۲)    | زرد، قرمز و سیاه      | فیصل یکم         | نشان پادشاهی، بها |
|                  |                  | ID ۱۰۰ (۱۹۳۹)    | زرد، سبز و سیاه       | کودکی فیصل دوم   | نشان پادشاهی، بها |

### دینار سوئیسی (۱۹۷۹–۱۹۸۶)
| سری دینار سوئیسی | سری دینار سوئیسی | سری دینار سوئیسی | سری دینار سوئیسی        | سری دینار سوئیسی               | سری دینار سوئیسی      |
| نگاره            | نگاره            | بها              | رنگ                     | شرح                            | شرح                   |
| رو               | پشت              | بها              | رنگ                     | رو                             | پشت                   |
| ---------------- | ---------------- | ---------------- | ----------------------- | ------------------------------ | --------------------- |
|                  |                  | ID ۱⁄۴           | سبز                     | سیلوی بصره                     | نخل                   |
|                  |                  | ID ۱⁄۲           | قهوه‌ای                  | ستاره‌یاب                       | مناره مسجد جامع سامرا |
|                  |                  | ID ۱             | سبزآبی                  | سکه طلای دینار                 | مدرسه مستنصریه        |
|                  |                  | ID ۵             | قهوه‌ای، بنفش و نیلی     | آبشار گلی علی‌بیگ               | دژ اخیضر              |
|                  |                  | ID ۱۰            | ارغوانی، آبی و بنفش     | ابن هیثم                       | مسجد جامع نوری، موصل  |
|                  |                  | ID ۲۵            | سبز و قهوه‌ای            | اسب عربی                       | کاخ عباسی             |
|                  |                  | ID ۲۵ (۱۹۸۶)     | قهوه‌ای، سبز، سیاه و آبی | صدام با نبرد قادسیه در پس‌زمینه | یادمان الشهید         |

### دینار صدام (۱۹۹۰–۲۰۰۳)
در این سری، تصویر شمشیرهای قادسیه که به فرمان صدام به نشانه پیروزی بر ایران در جنگ ایران و عراق در بغداد ساخته شده بود و صحنه‌هایی از نبرد قادسیه بر روی اسکناس‌ها نقش بست.
| سری صدام | سری صدام | سری صدام                 | سری صدام          | سری صدام                                                   | سری صدام |
| نگاره    | نگاره    | بها                      | رنگ               | شرح                                                        | شرح |
| رو       | پشت      | بها                      | رنگ               | رو                                                         | پشت |
| -------- | -------- | ------------------------ | ----------------- | ---------------------------------------------------------- | --- |
|          |          | ID ۱⁄۴ (۱۹۹۳)            | سبز               | نخل                                                        | دروازه شهر بغداد                                                                                               |
|          |          | ID ۱⁄۲ (۱۹۹۳)            | بنفش              | ستاره‌یاب                                                   | مسجد جامع سامرا                                                                                                |
|          |          | ID 1(۱۹۹۲)               | صورتی و سبز       | سکه طلای دینار                                             | مدرسه مستنصریه                                                                                                 |
|          |          | ID ۵ (۱۹۹۰، منتشر نشد)   | قرمز روشن و صورتی | صدام، هترا (مربوط به اشکانیان)، تندیس اورنامو (پادشاه اور) | خانه سنتی عرب‌های هور در جنوب عراق، معماری سومری-آکدی، عقاب هترا، وزنه سنگی سومری، سر طلایی گاو بر روی چنگ رومی |
|          |          | ID ۵ (۱۹۹۲)              | قرمز              | صدام                                                       | یادمان سرباز گمنام، حمورابی به همراه ایزد خورشید شمش                                                           |
|          |          | ID ۱۰ (۱۹۹۰، منتشر نشد)  | آبی               | صدام، نخل، دجله                                            | آشوربانی‌پال |
|          |          | ID ۱۰ (۱۹۹۲)             | سبزآبی            | صدام و دروازه ایشتار                                       | گاو بال‌دار آشوری                                                                                               |
|          |          | ID ۲۵ (۱۹۹۰)             | سبز               | اسب عربی                                                   | کاخ عباسی |
|          |          | ID ۲۵ (۱۹۸۶)             | سبز قهوه‌ای        | صدام و نبرد قادسیه                                         | یادمان الشهید                                                                                                  |
|          |          | ID ۲۵ (۲۰۰۱)             | سبز               | صدام                                                       | دروازه ایشتار                                                                                                  |
|          |          | ID ۵۰ (۱۹۹۱)             | صورتی و سبز       | صدام                                                       | مسجد جامع سامرا                                                                                                |
|          |          | ID ۵۰ (۱۹۹۴)             | قهوه‌ای و آبی      | صدام و یادمان الشهید                                       | پل صدام |
|          |          | ID ۱۰۰ (۱۹۹۱)            | سبز و بنفش        | صدام                                                       | شمشیرهای قادسیه                                                                                                |
|          |          | ID ۱۰۰ (۱۹۹۴)            | آبی               | صدام و دژ اخیضر                                            | ساعت بغداد |
|          |          | ID ۱۰۰ (۲۰۰۲)            | آبی               | صدام                                                       | بغداد |
|          |          | ID ۲۵۰ (۱۹۹۵)            | بنفش              | صدام و سد قادسیه                                           | یادمان آزادی، بغداد                                                                                            |
|          |          | ID ۲۵۰ (۲۰۰۳)            | بنفش              | صدام                                                       | قبةالصخره |
|          |          | ID ۵۰۰ (۱۹۹۵، منتشر نشد) | صورتی روشن        | صدام، برج بین‌المللی صدام                                   | پل صدام |
|          |          | ID ۱۰,۰۰۰ (۲۰۰۲)         | صورتی و بنفش      | صدام، یادمان سرباز گمنام                                   | مدرسه مستنصریه، ستاره‌یاب                                                                                       |

### دینار  جمهوری (۲۰۰۳–تاکنون)
| سری ۲۰۰۳ | سری ۲۰۰۳ | سری ۲۰۰۳  | سری ۲۰۰۳ | سری ۲۰۰۳                                                    | سری ۲۰۰۳              |
| نگاره    | نگاره    | بها       | رنگ      | شرح                                                         | شرح                   |
| رو       | پشت      | بها       | رنگ      | رو                                                          | پشت                   |
| -------- | -------- | --------- | -------- | ----------------------------------------------------------- | --------------------- |
|          |          | ID ۵۰     | ارغوانی  | سیلوی بصره                                                  | نخل                   |
|          |          | ID ۲۵۰    | آبی      | ستاره‌یاب                                                    | مناره مسجد جامع سامرا |
|          |          | ID ۵۰۰    | سبزآبی   | سد دوکان                                                    | گاو بال‌دار آشوری      |
|          |          | ID ۱,۰۰۰  | قهوه‌ای   | سکه طلای دینار                                              | مدرسه مستنصریه        |
|          |          | ID ۵,۰۰۰  | آبی تیره | آبشار گلی علی‌بیگ                                            | دژ اخیضر              |
|          |          | ID ۱۰,۰۰۰ | سبز      | ابن هیثم                                                    | مسجد جامع نوری، موصل  |
|          |          | ID ۲۵,۰۰۰ | قرمز     | کشاورزی کرد با خوشه‌ای گندم در دست، تراکتور و سکه طلای دینار | قانون حمورابی         |

| سری ۲۰۱۳–۲۰۱۵ | سری ۲۰۱۳–۲۰۱۵ | سری ۲۰۱۳–۲۰۱۵ | سری ۲۰۱۳–۲۰۱۵ | سری ۲۰۱۳–۲۰۱۵                                        | سری ۲۰۱۳–۲۰۱۵                                   |
| نگاره         | نگاره         | بها           | رنگ           | شرح                                                  | شرح                                             |
| رو            | پشت           | بها           | رنگ           | رو                                                   | پشت                                             |
| ------------- | ------------- | ------------- | ------------- | ---------------------------------------------------- | ----------------------------------------------- |
|               |               | ID ۱۰,۰۰۰     | سبز           | میدان تحریر، بغداد                                   | مسجد جامع نوری، موصل                            |
|               |               | ID ۲۵,۰۰۰     | قرمز          | کشاورزی کرد با جامی در دست، تراکتور و سکه طلای دینار | قانون حمورابی                                   |
|               |               | ID ۵۰,۰۰۰     | قهوه‌ای        | ناوره، نخل، آبشار گلی علی‌بیگ                         | ماهیگیر، اهوار جنوبی عراق، دجله و فرات روی نقشه |

| سری ۲۰۱۸ | سری ۲۰۱۸ | سری ۲۰۱۸ | سری ۲۰۱۸ | سری ۲۰۱۸                         | سری ۲۰۱۸       |
| نگاره    | نگاره    | بها      | رنگ      | شرح                              | شرح            |
| رو       | پشت      | بها      | رنگ      | رو                               | پشت            |
| -------- | -------- | -------- | -------- | -------------------------------- | -------------- |
|          |          | ID ۱,۰۰۰ | قهوه‌ای   | ستاره‌ای آشوری، مردی سوار بر قایق | مدرسه مستنصریه |

## کشورهای دیگر که نام واحد پول آن‌ها دینار است
| نام کشور      | یکای پول "دینار" |
| ------------- | ---------------- |
| اردن          | دینار اردن       |
| الجزایر       | دینار الجزایر    |
| بحرین         | دینار بحرین      |
| تونس          | دینار تونس       |
| سودان         | دینار سودان      |
| صربستان       | دینار صربستان    |
| عراق          | دینار عراق       |
| کویت          | دینار کویت       |
| لیبی          | دینار لیبی       |
| مقدونیه شمالی | دینار مقدونیه    |